# سالار دو ییونی
سالاردو ییونی (به اسپانیایی: Salar de Uyuni) بزرگترین کویر نمک دنیاست که در نزدیکی رشته‌کوه آند در جنوب غربی کشور بولیوی در آمریکای جنوبی واقع شده‌است. این دشت پوشیده از نمک در ارتفاع ۳۵۶۵ متری از سطح دریاهای آزاد قرار دارد و وسعت آن ۱۰٬۵۸۲ کیلومتر مربع است. قابل توجه است که ۷۰ درصد لیتیوم دنیا از این کویر وسیع تأمین میشود.

## نگارخانه

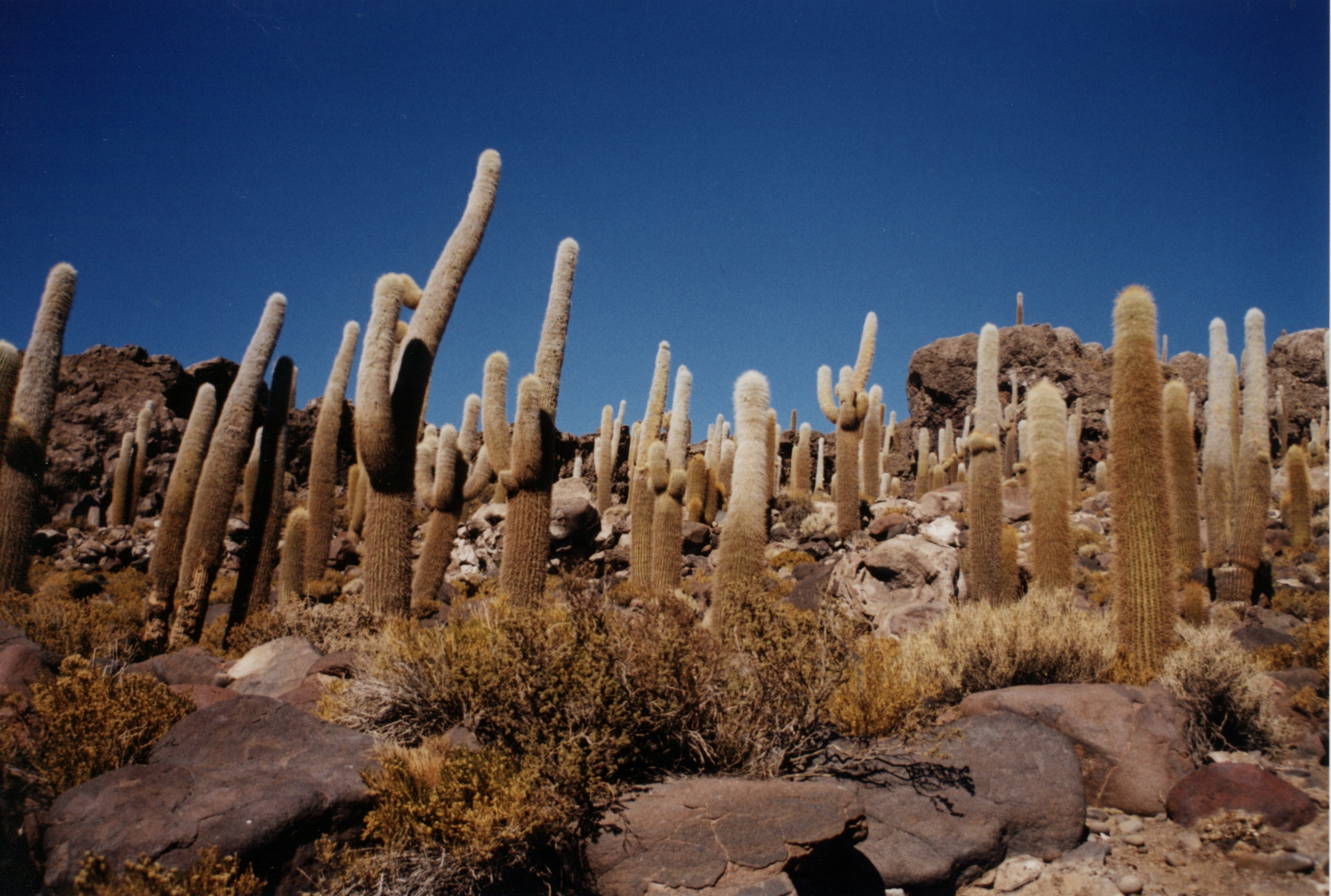
یکی از جزایر واقع در کویر سالاردو ییونی پوشیده از کاکتوس‌های غول‌پیکر است
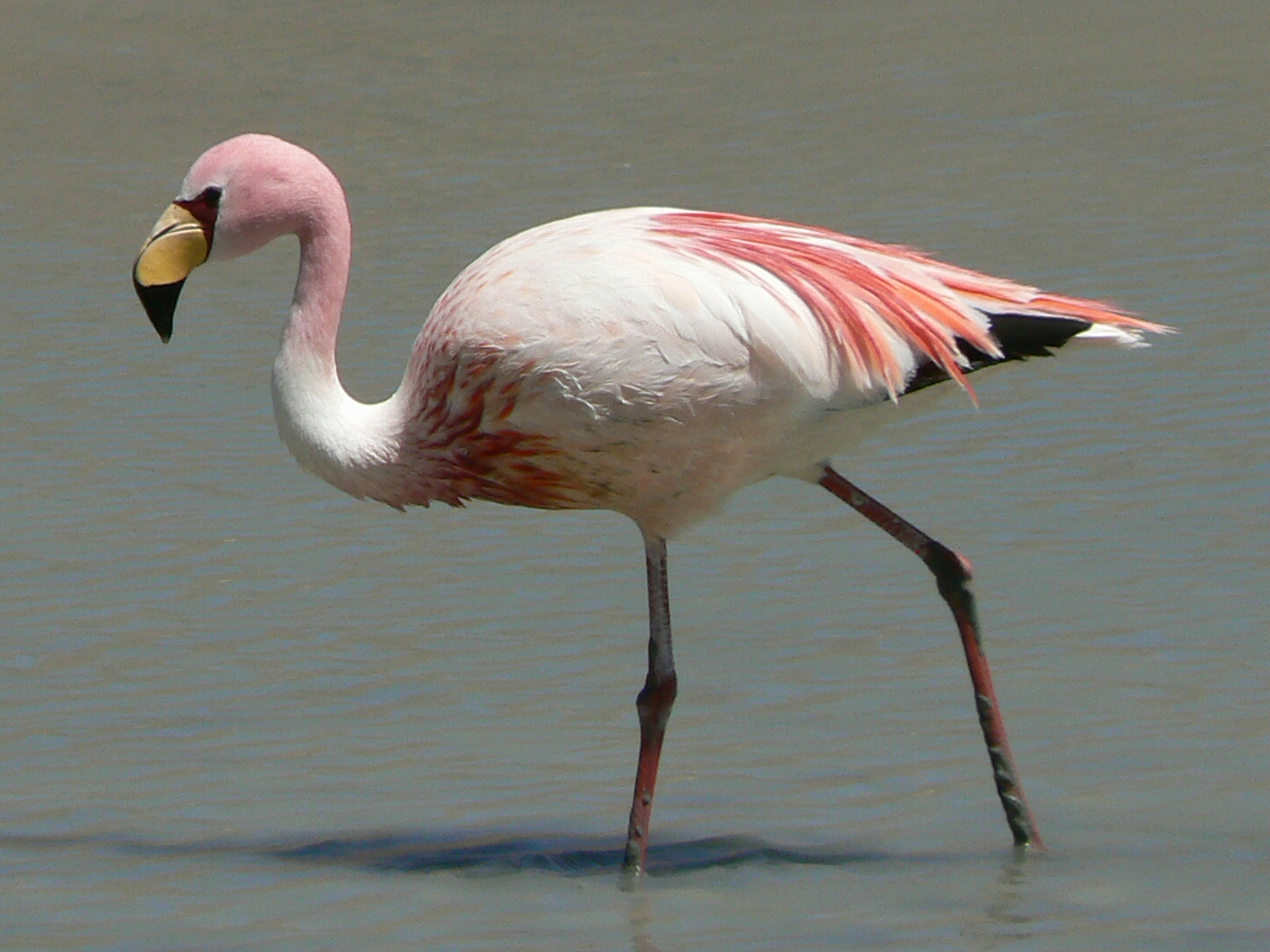
فلامینگو جیمز
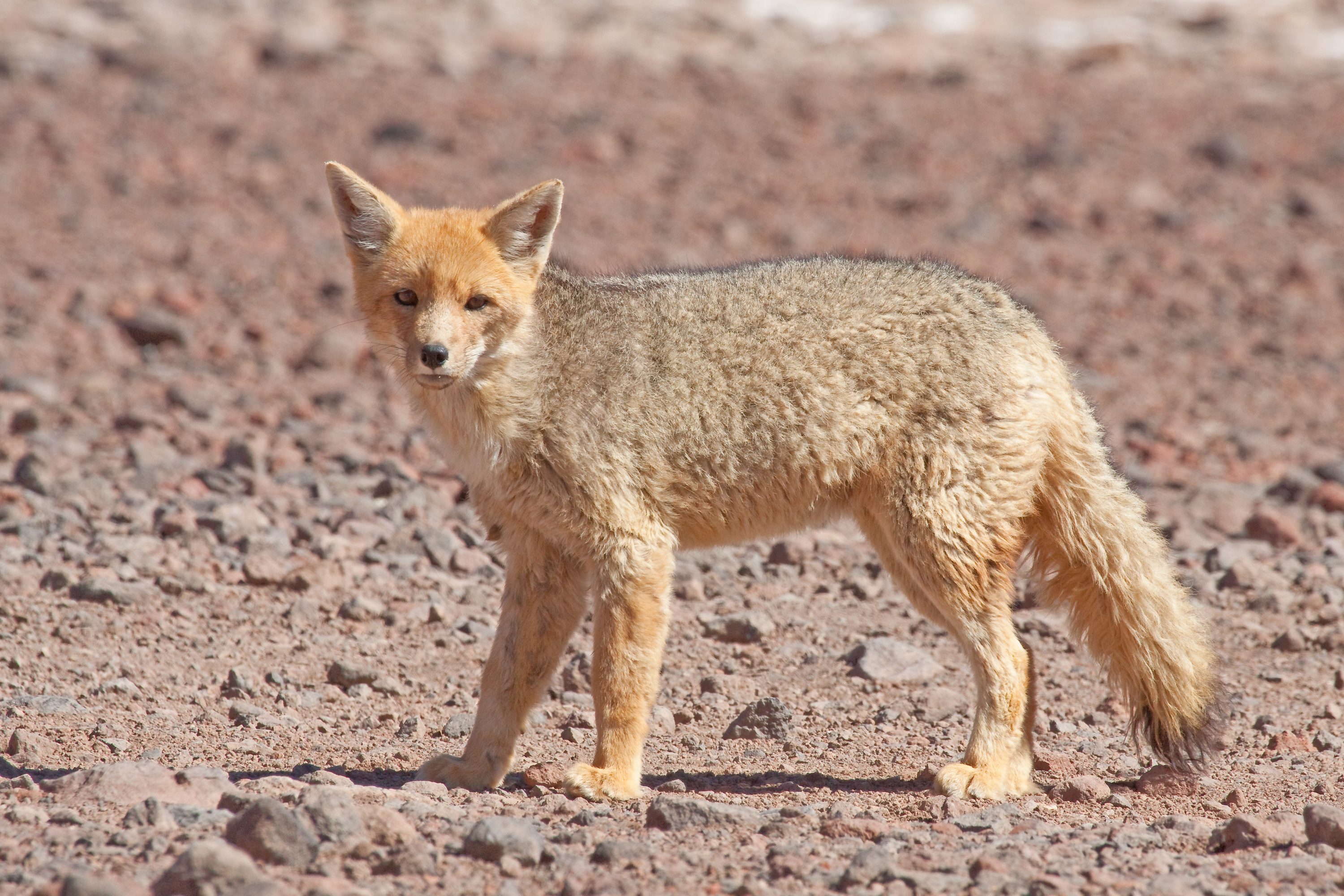
کُلپیو یا روباه آند نوعی سگ‌سان بومی آمریکای جنوبی
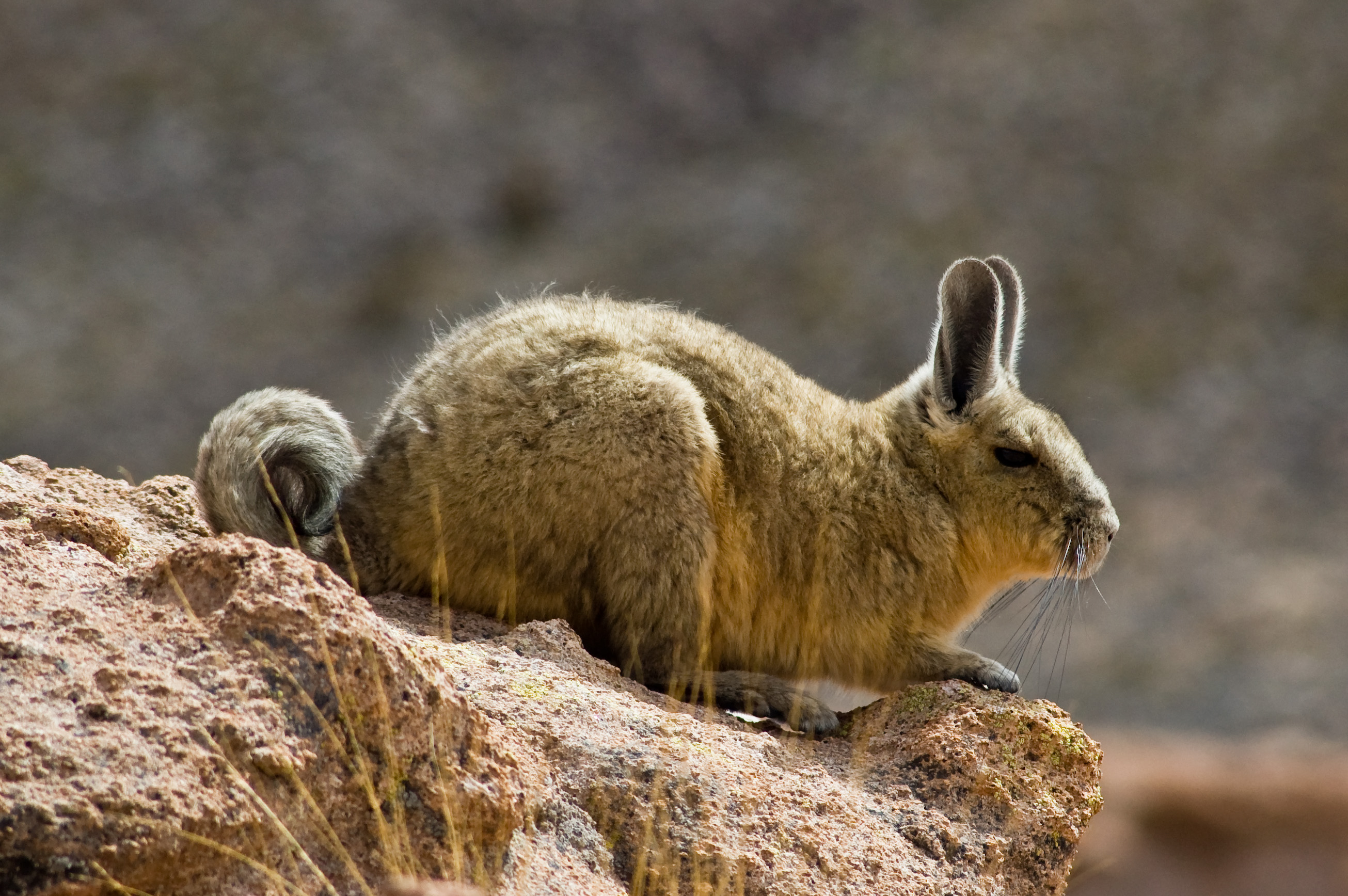
جونده‌ای به نام ویشاچا بولیویایی
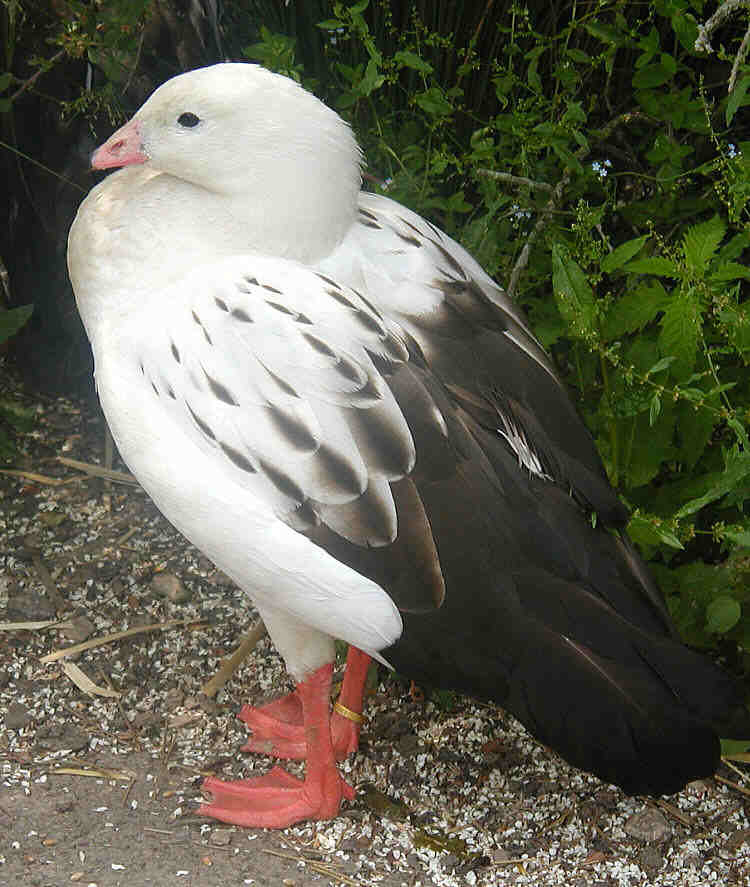
غاز آندی
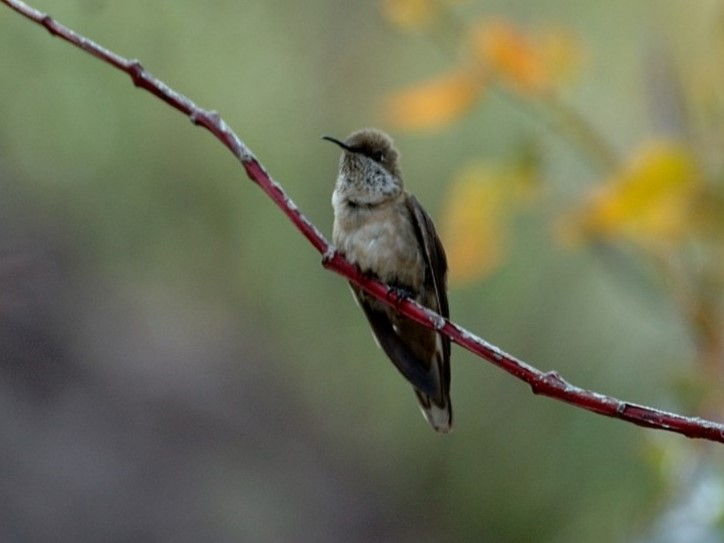
مرغ مگس‌گیر آندی
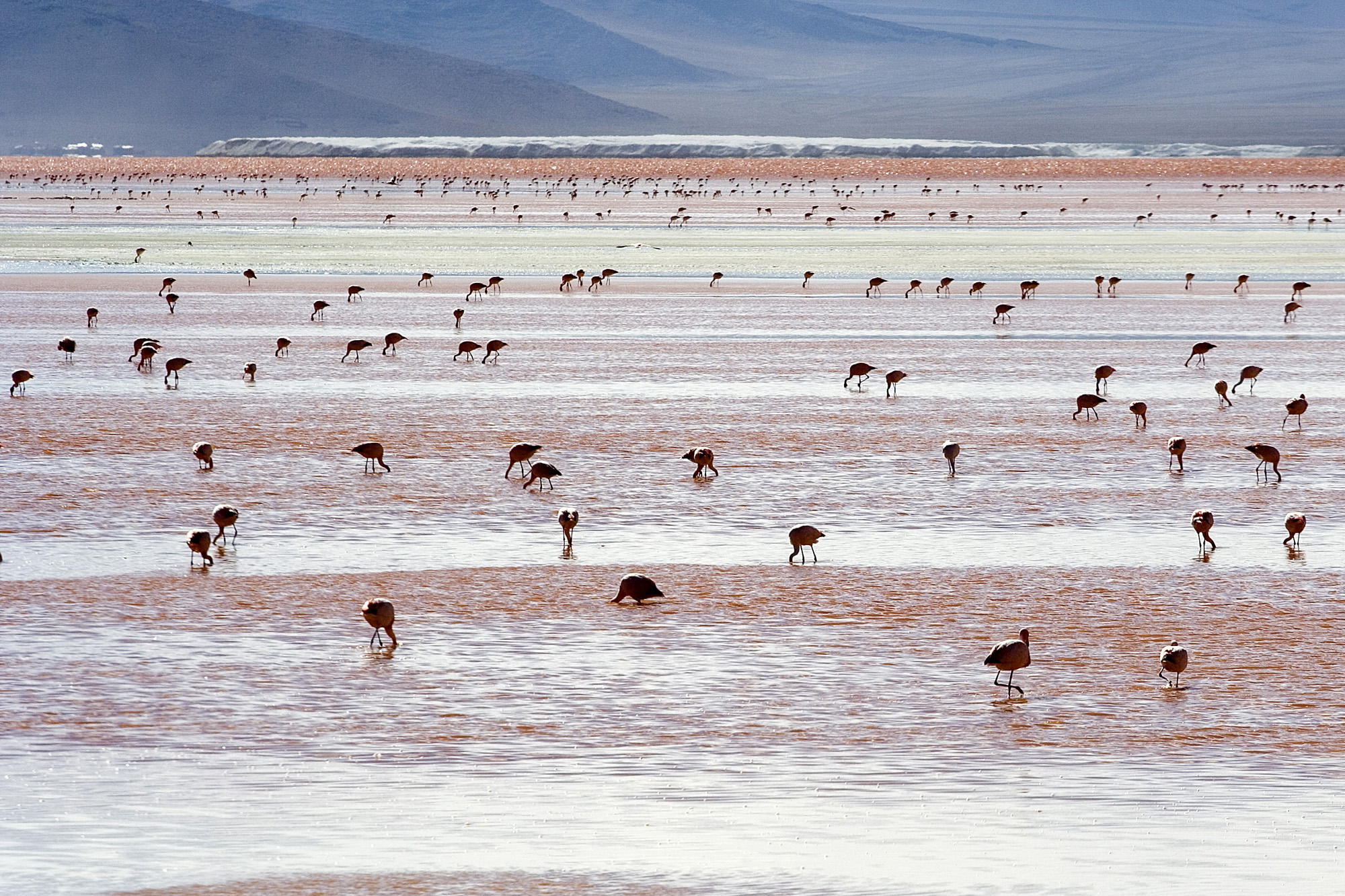
گله بزرگی از فلامینگوها در جنوب سلاردوییونی
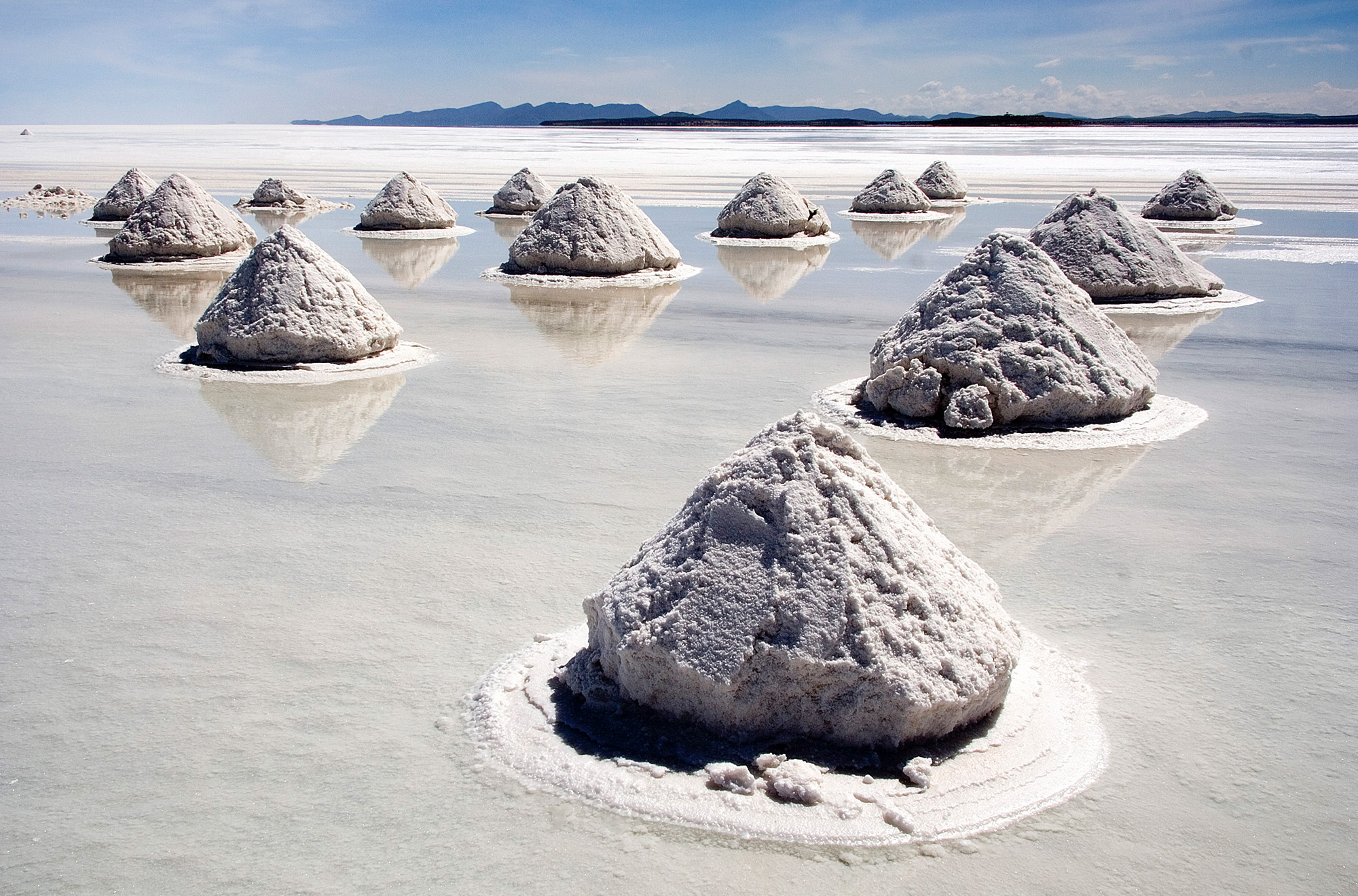
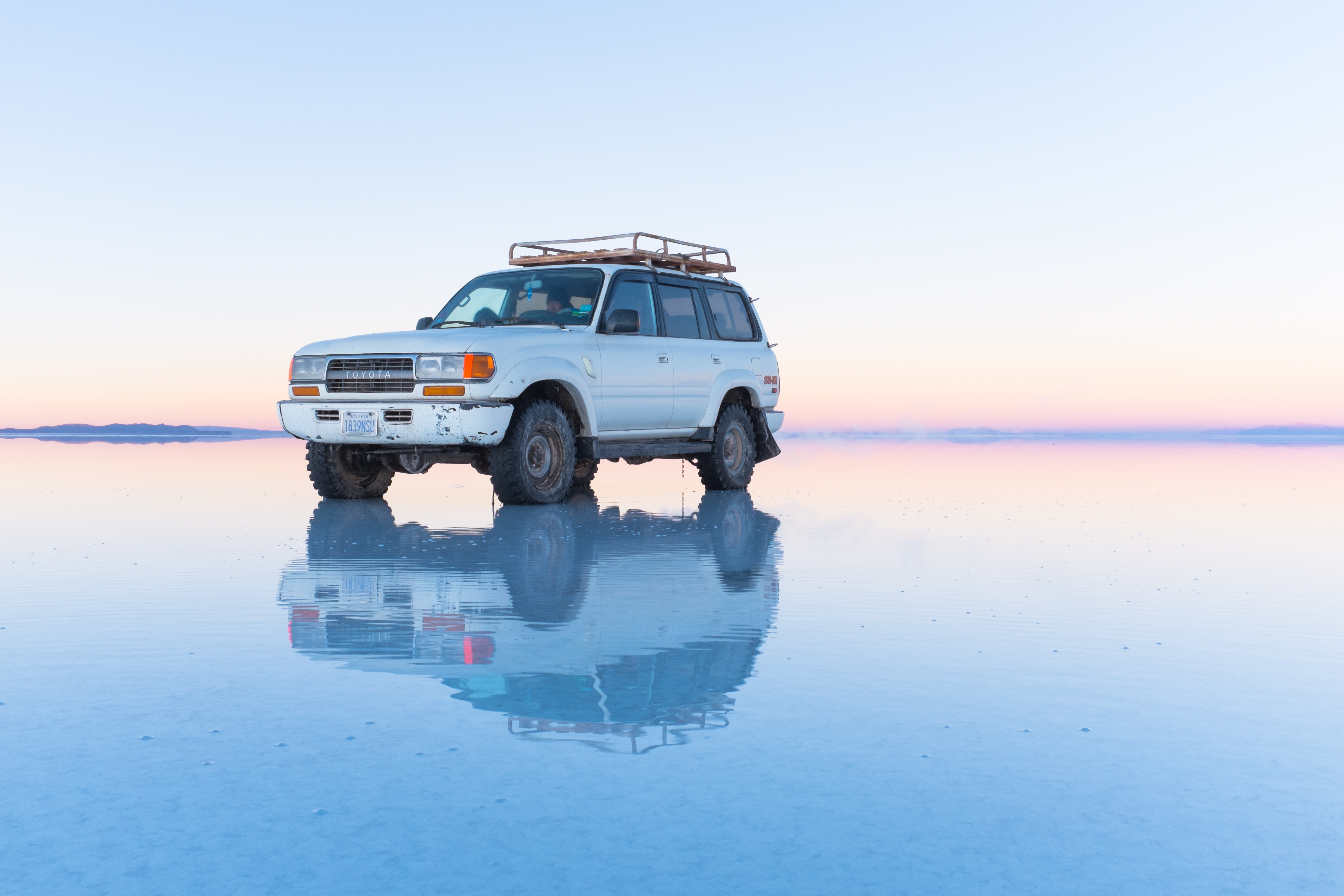
تصویر منعکس شده یک خودرو روی سطح زمین

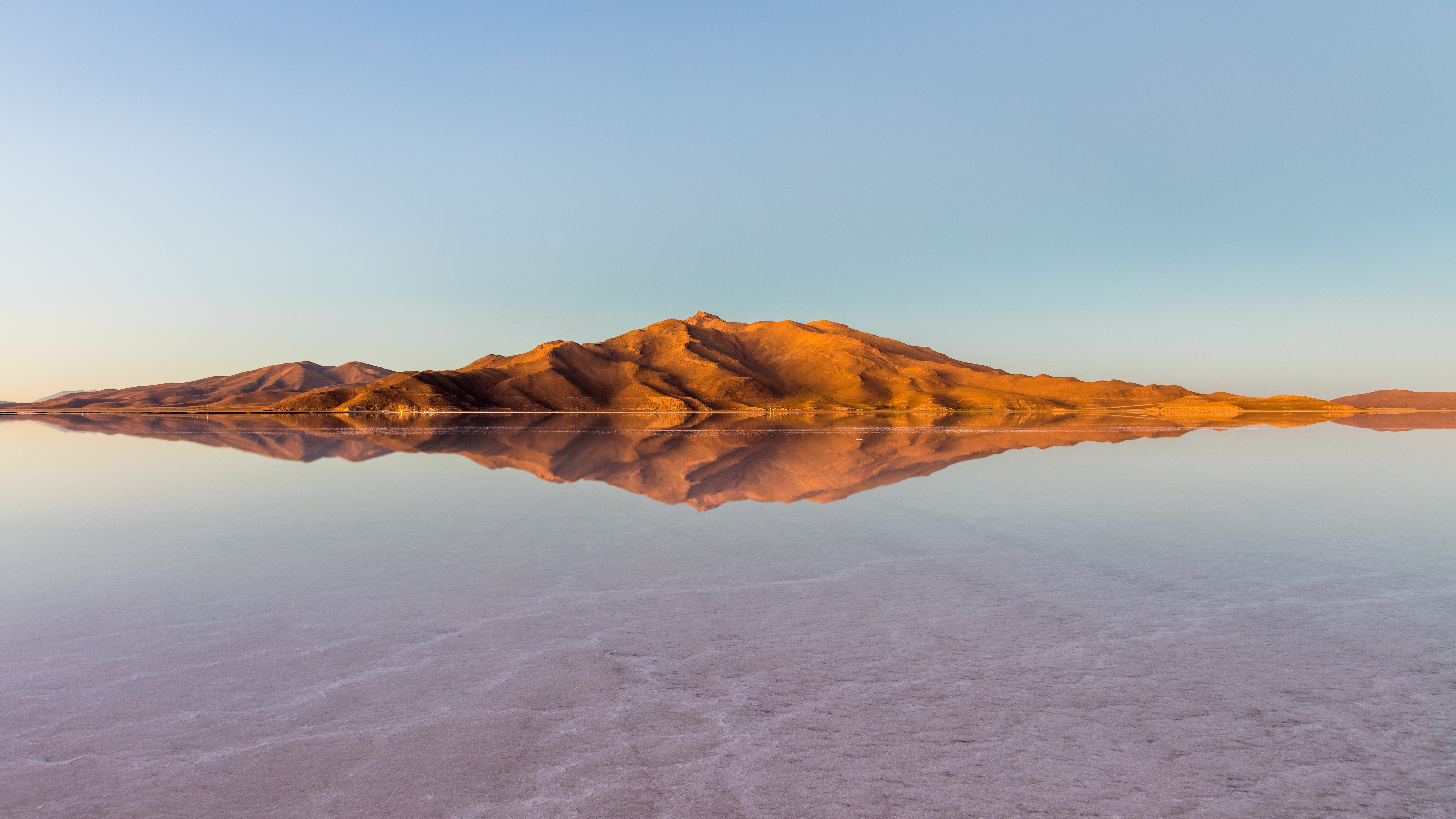
سراسرنمایی از کویر نمک سالار دو ییونی